# Fara v Adamově
Fara v Adamově je novogotický dům číslo popisné 58 na ulici U Kostela v Adamově. Fara byla postavena v polovině 19. století společně s dalšími souvisejícími stavbami – kostelem svaté Barbory, budovou měšťanské školy a hřbitovem. Dům je zapsán v Ústředním seznamu kulturních památek.

## Popis domu
Budova obdélníkového půdorysu byla vystavěna z režného zdiva, ve východní části jižního průčelí vystupuje jeden boční rizalit. V rizalitu je situováno jedno okno, nad kterým je umístěna nika tvarovaná v novogotickém stylu. V nice je umístěna na podstavci socha Panny Marie. Rizalit je ukončen odstupňovaným štítem.
Ve vstupním průčelí jsou umístěna dvě okna po levé straně a hlavní vstup se třemi schody do budovy po pravé straně. Nad vstupem je ve zdobném kamenitém ostění vyveden nápis Princips Lichtenstein fundavit A. D. 1857.

## Historie
Fara byla postavena společně s kostelem, budovou a hřbitovem ve shodném novogotickém stylu v roce 1857. Prvním farářem byl zde František Dostál. Společným architektem objektů byl Josef Hieser z Vídně a stavitelem Kellner z Brna. Investorem byl Alois II. z Lichtenštejna. Výstavbou fary se Adamov osamostatnil od babické farní správy.
Alois Hrudička zmiňuje ve své monografii Topografie diecese brněnské, že je duchovní budova v dobrém stavu a opravena byla v roce 1903.

## Dům v současnosti
Pro svou architektonickou hodnotu a význam je dům zapsán v Ústředním seznamu kulturních památek od 9. května 1995. Je v majetku Římskokatolické farnosti Adamov.